# Arnoldus Montanus

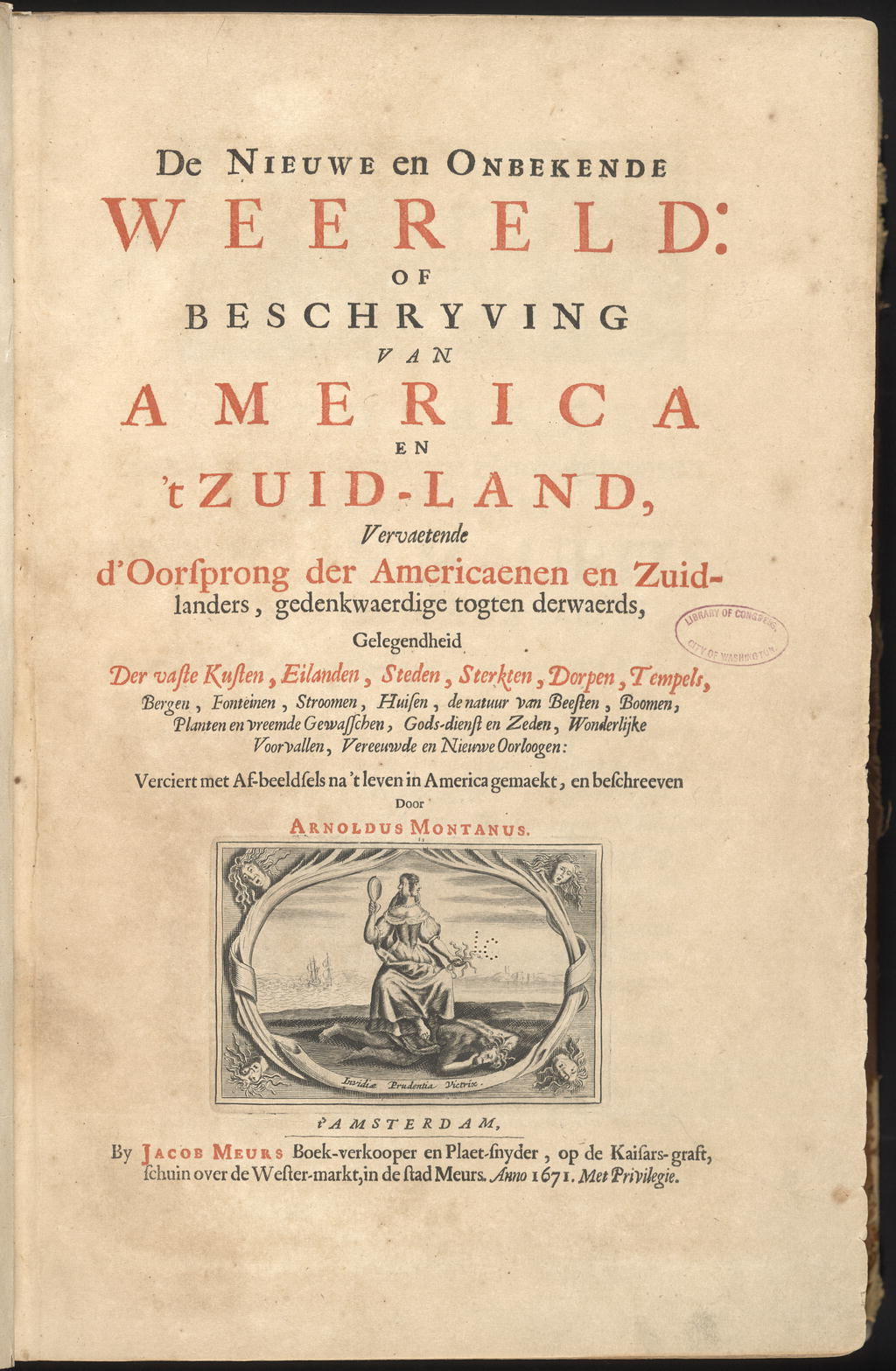
Die unbekannte Neue Welt

Arnold Montanus, eigentlich Arnold van den Berghe (* 1625 in Amsterdam; † 1683 in Schoonhoven) war ein niederländischer Theologe und Historiker. Neben einer ausgedehnten Herausgebertätigkeit verfasste er zahlreiche historische Abhandlungen, die sich mit den Völkern und der Kultur der Neuen Welt und den Aktivitäten der Niederländer in Übersee befassen. Obwohl er selbst Europa nie verlassen hat, übten seine in viele Sprachen übersetzten Bücher einen großen Einfluss auf die europäische Wahrnehmung der betreffenden Gebiet aus. De Nieuwe en Onbekende Weereld (Die unbekannte Neue Welt) und Gedenkwardige Gesantschappen der Oost-Indische Maatschappy in′t Vereenigde Nederland (Denckwürdige Gesandtschafften der Ost Indischen Gesellschaft in den Vereinigten Niederländern) sind seine bekanntesten Schriften.

## Leben
Montanus wurde in eine Emigrantenfamilie aus Vlissingen in den südlichen Niederlanden geboren, die sich in Amsterdam niedergelassen hatte. Sein Vater Petrus Montanus (Pieter van den Berghe) hatte von 1600 bis 1602 an der Lateinschule zu Middelburg alte Sprachen gelehrt, bevor er wegen der schlechten Bezahlung nach Amsterdam zog und an der Latijnse School aan de Nieuwezijds eine Anstellung fand. Er war zugleich als Übersetzer und Herausgeber sehr rege. So gab er 1612 Guiccardinis Beschreibung der Niederlande in niederländischer Sprache heraus, übersetzte 1614 die Beschreibung der Handelsstadt Amsterdam des Giovanni Gioviano Pontano (Pontanus) aus dem Lateinischen und gab 1621 Mercators Cosmographicae Meditationes heraus. Vermutlich stammen auch die Zusätze zum Text der Hondiusschen Ausgabe des großen Mercatorschen Atlas aus seiner Feder.
Arnold folgte dem Vorbild des Vaters. Nach seinem Theologiestudium an der Universität Leiden wirkte er von 1653 an als Pfarrer in Schellingwoude und seit 1667 in Schoonhoven. Hier wurde er auch Rektor der Lateinschule. Zugleich publizierte er stattliche Anzahl von Büchern. Seine Leidenschaft galt Reiseberichten über ferne Länder. Arnold Montanus war ganz vom Goldenen Zeitalter geprägt, einer Zeit des wirtschaftlichen und kulturellen Erblühens der Niederlande, die dem Land und auch der Heimatstadt Macht bislang unbekanntem Wohlstand brachte. Diese Erfolge beruhten zu einem Großteil auf den Aktivitäten der Niederlande als Seemacht und dem Überseehandel (siehe auch: Niederländische Kolonien).

## Werk

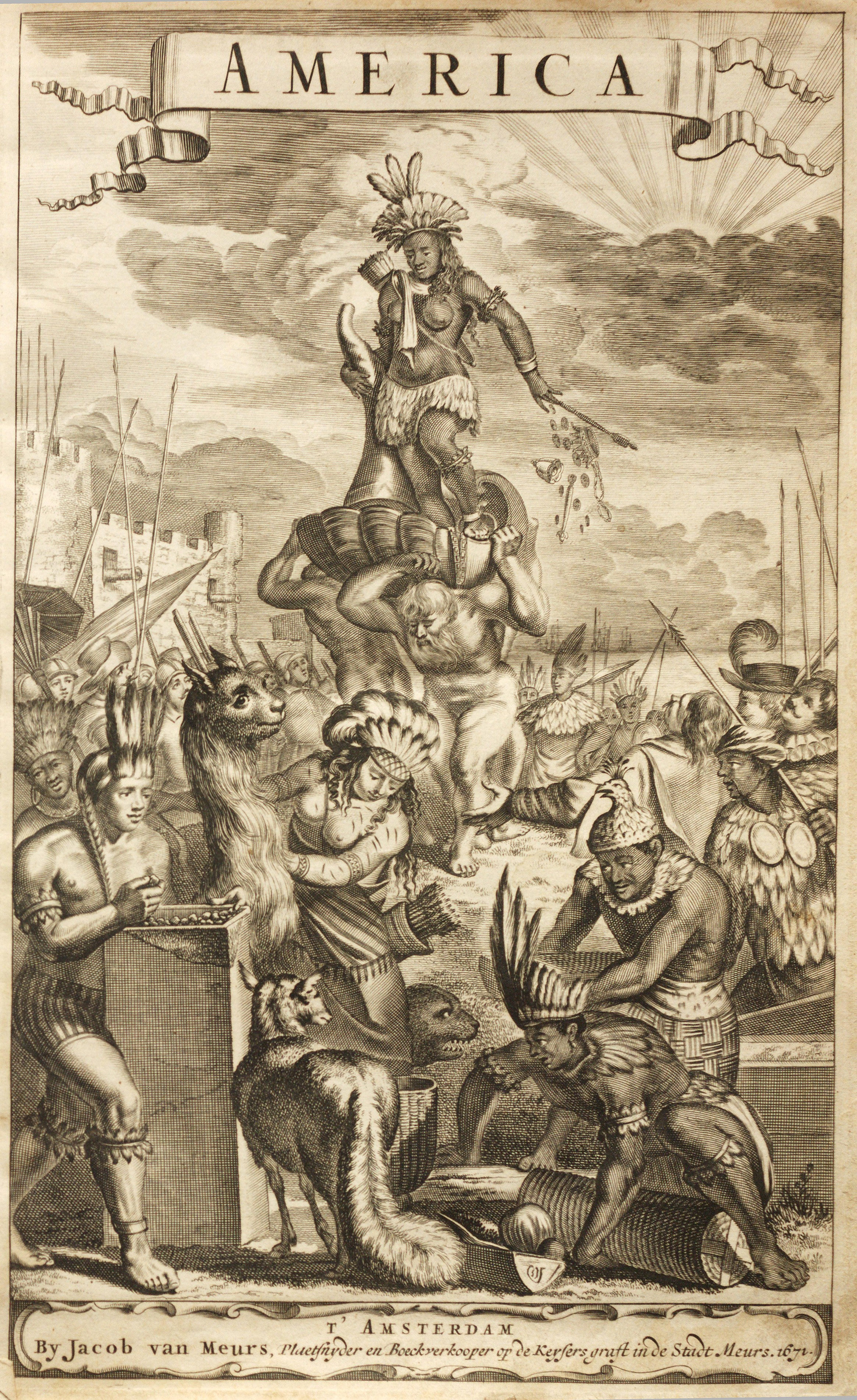
„America“

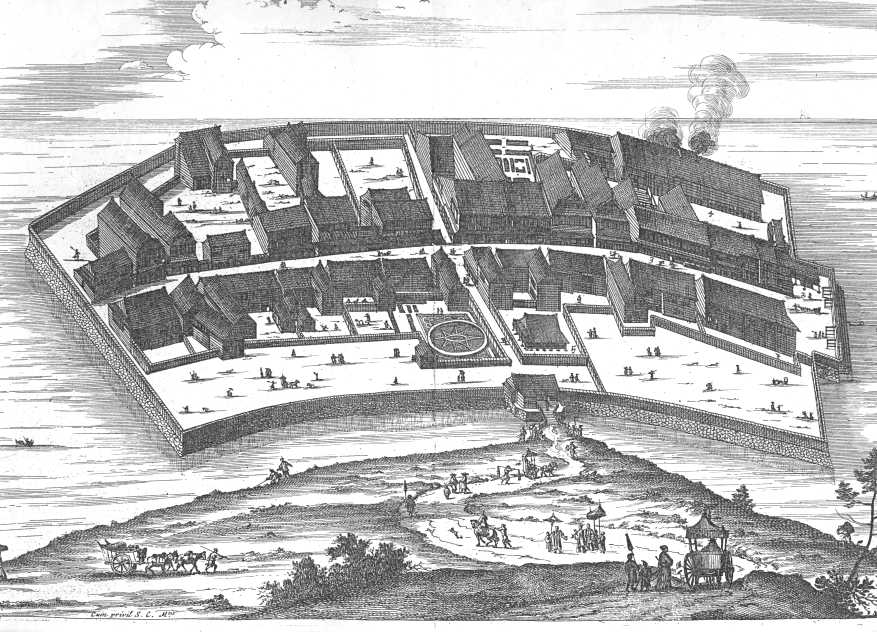
„Die Insel Dejima in Nagasaki (1669)“

„Götzenhaus des Amida“ in Edo (aus Arnoldus Montanus: „Denckwürdige Gesandtschafften“, S. 107)

Montanus verfasste Werke zur Kirchengeschichte, Theologie, über die Geschichte der Niederlande und die Völker und Kulturen der Neuen Welt. Seine weit gefassten Interessen waren typisch für die intellektuelle Blüte der Niederlande während des Goldenen Zeitalters. Seine Leidenschaft galt aber der Kultur.
Montanus kaufte Seefahrern und Mitarbeitern der Niederländischen Ostindien-Kompanie (Vereenigde Oostindische Compagnie, VOC) Informationen und Reiseberichte ab und veröffentlichte sie 1669 im Verlag von Jacob van Meurs (1619–1680, der Verlag existierte von 1651 bis 1680) in niederländischer und deutscher Sprache unter dem Titel Gedenkwardige Gesantschappen der Oost-Indische Maatschappy in′t Vereenigde Nederland aen de Kaisaren van Japan („Denckwürdige Gesandtschafften der Ost Indischen Gesellschaft in den Vereinigten Niederländern an unterschiedliche Keyser von Japan“). Das 454 Seiten umfassende reich illustrierte Werk beschreibt eine Reihe von Reisen der Leitern (opperhoofden) der niederländischen Handelsniederlassung Dejima (Nagasaki) an den Hof des Shōgun in Edo.
1670 wurde die Sammlung ins Englische übersetzt, 1680 auch ins Französische. Es galt bald als Referenzwerk für Japan und wurde erst 1728 von Engelbert Kaempfers History of Japan abgelöst.
Die detaillierten Beschreibungen stammen aus iberischen Missionsquellen, wie Informationen des Jesuiten Giovanni Pietro Maffei und Unterlagen der Ostindien-Kompanie bzw. Texte, die Montanus von Rückkehrern erworben hatte. Er ergänzte sie mit – teils langatmigen – historisch-kulturellen Exkursen und Reflexionen über religiöses Brauchtum, Zeremonien und Sitten, die Herkunft von Erdbeben und anderes mehr. Er behandelt auch die Entdeckungsgeschichte, Geografie, Ethnologie, die japanische Missionierung und Ereignisse zur Zeit der Sengokujidai sowie den Handel der Ostindien-Kompanie. Darüber hinaus enthält das Buch eines der wenigen frühen authentischen Japanischfragmente. Das Werk ist unterhaltsam und zugleich einer der ersten Versuche, Japan in den Kontext der Weltgeschichte einzuordnen.
Die Mehrzahl der Illustrationen wurde von niederländischen Kupferstechern anhand der Beschreibungen des Textes angefertigt. Viele davon fielen entsprechend grotesk aus. Tendenzen zur Sinisierung sind unübersehbar. Es gibt jedoch auch authentische und wertvolle Abbildungen wie die der Insel Dejima und des Schlosses zu Osaka. Zudem bleiben, wenn man vom Text das Beiwerk entfernt, im Großen und Ganzen zutreffende Schilderungen übrig. Dennoch sind einige Ausführungen recht abenteuerlich zu lesen. so seine Beschreibung der durchweg in meditierender Form dargestellten Buddha der umfassenden Liebe Amitabha:
„Amida (= sitzet auf einem siebenköpfigen Pferde; davon ein ieder Kopf tausend hundertjährige zeiten sol andeuten. Der Abgott selbst hat einen Hundekopf/ mit langen überhangenden Ohren. Die Hände halten einen güldenen Reif oder Bügel/ darein er mit seiner Hundesschnautze beisset. Aber wie greulich er sonsten aussiehet/ so köstlich ist wieder sein Kleid: welches aus eitel Golde/Perlen/und Demanten bestehet. Am fuß-ende der Götzenhöhe lieset man eine Japanische Schrift/ welche die bedeutung dieses misgestalten Hundegötzens erklähret.)“
Etwas realistischer sind die Angaben zur Fischerei:
„Die weise zu Fischen ist unterschiedlich. Zuweilen gebrauchen sie sonderliche Werckzeuge/damit sie die Fische unter dem Wasser schiessen. Diese werckzeuge seind festgebunden an eine dünne Leine/ aus Kapok gedrehet. Wan der Fisch getroffen ist; so geben sie so lange nach als die Leine reichen kan.“
2002 wies Reinier H. Hesselink nach, dass Montanus für dieses Buch vier unveröffentlichte Japan-Manuskripte von Mitarbeitern der V.O.C. verwandt hatte. Diese wurden offensichtlich bereits rund zehn Jahre vor der Herausgabe der „Gedenkwaerdige Gesantschappen“ an Montanus beziehungsweise van Meurs verkauft.
1673 erschien Montanus' Werk De Nieuwe en Onbekende Weereld (Die Neue und unbekannt Welt), das zunächst durch den niederländischen Arzt und Historiker Olfert Dapper (Amsterdam) und später von John Ogilby (Amsterdam) verlegt wurde. Auch dieses Werk ist eine Fundgrube für Materialien zu Amerika. Es enthält unter anderem Karten von Virginia, Carolina, Neu England, America (mit Kalifornien als Insel), den Bermudas, Brasilien, Peru, Venezuela, Chile, Paraguay. Unter den Kupferstichen finden sich eine frühe Ansicht von New York, des Weiteren Ansichten von Mexiko, Carolina, Terceira, Puerto Rico (Porto Rico), Santo Domingo, Havanna, St. Augustine / Florida, St. Martin, Campeche, Acapulco, Cartagena, Trujillo in Honduras, Callao de Lima, Bay de Todos os Sanctus in Bahia / Brasilien, San Salvador, Tamaraca, Olinda de Phernambuco und Mauritsstaad (Mauritiopolis).
Montanus „Denckwürdige Gesandtschafften“ standen unter anderem in der Bibliothek von Engelbert Kämpfer.

## Schriften
- Gedenkwaerdige Gesantschappen der Oost-Indische Maetschappy in’t Vereenigde Nederland, aen de Kaisaren wan Japan, Vervaetende wonderlyke voorvallen op de togt der Nederlandtsche Gesanten: beschryving van de dorpen, sterkten, steden, landtschappen, tempels, Gods-diensten, dragten, gebouwen, dieren, gewasschen, bergen, fonteinen, vereeuwde en nieuwe oorlogs-daaden der Japanders [...] Getrokken uit de Geschriften en Reisaentekeninze der zelver Gesanten, door Arnoldus Montanus. t'Amsterdam. By Jacob Meurs [...] 1669.
- Denckwürdige Gesandtschafften der Ost-Indischen Gesellschaft in den Vereinigten Niederländern / an unterschiedliche Keyser von Japan: Darinnen zu finden nicht allein die wunderlichen Begäbnüsse auf der Reyse der Niederländischen Gesanten; sondern auch eine Beschreibung der Dörffer/ Festungen/ Städte/ Landtschafften/ Götzengebeue/ Götzendienste/ Kleider-trachten/ Heuser/ Thiere/ Gewächse/ Berge/ Brunnen/ als auch der alten und itzigen Kriegsthaten der Japaner; mit einer grossen anzahl Kupferstücken/ in Japan selbsten abgerissen/ gezieret; aus den Schriften und Reyseverzeichnissen gemelter Gesanten gezogen / Durch Arnoldus Montanus. Bey Jacob Meurs Buchhändlern und Kupfferstechern/ auf der Keysersgracht/ nicht weit von der Westerkirche/ in der Stadt Meurs / 1670. (deutsche Ausgabe der Gedenkwaerdige Gesantschappen, Digitalisat in der Universitäts- und Landesbibliothek Sachsen-Anhalt)
- Atlas Japannensis : being remarkable addresses by way of embassy from the East-India Company of the United Provinces to the Emperor of Japan / collected out of their several writings and journals by Arnoldus Montanus; English'd and adorn'd with above a hundred several sculptures by John Ogilby, London: Printed by Tho. Johnson for the author, MDCLXX [1670] (englische Ausgabe der Gedenkwaerdige Gesantschappen)
- De nieuwe en onbekende weereld, of, Beschryving van America en 't zuid-land : vervaetende d'oorsprong der Americaenen en zuid-landers, gedenkwaerdige togten derwaerds, gelegendheid der vaste kusten, eilanden, steden, sterkten, dorpen, tempels, bergen, fonteinen, stroomen, huisen, de natuur van beesten, boomen, planten en vreemde gewasschen, Gods-dienst en zeden, wonderlijke voorvallen, vereeuwde en nieuwe oorloogen : verciert met af-beeldsels na 't leven in America gemaekt. T' Amsterdam: By Jacob Meurs boek-verkooper en plaet-snyder [...] Anno MDCLXXI [1671].
- Atlas Chinensis : being a second part of A relation of remarkable passages in two embassies from the East-India Company of the United Provinces to the vice-roy Singlamong and General Taising Lipovi and to Konchi, Emperor of China and East-Tartary : with a relation of the Netherlanders assisting the Tartar against Coxinga and the Chinese fleet, who till then were masters of the sea : and a more exact geographical description than formerly both of the whole empire of China in general and in particular of every of the fifteen provinces. London: Printed by Tho. Johnson for the author [...] MDCLXXI [1671]
- Die unbekante Neue Welt oder Beschreibung des Welt-teils Amerika, und des Sud-Landes : Darinnen vom Vhrsprunge der Ameriker und Sudländer / und von den gedenckwürdigen Reysen der Europer darnach zu ; wie auch von derselben Festen Ländern, Inseln / Städten / Festungen / Dörfern /vornähmsten Gebeuen / Bergen / Brunnen / Flüssen / und Ahrten der Tiere / Beume / Stauden / und anderer fremden Gewächse ; als auch von den Gottes- und Götzendiensten / Sitten / Sprachen / Kleider-trachten / wunderlichen Begräbnissen und so wohl alten als neuen Kriegen / ausführlich gehandelt wird. Durch und durch mit vielen nach dem Leben in Ameriken selbst entworfenen Abbildungen gezieret. / Durch Dr. O. D. [Olfert Dapper. Johann Christoph Beer]. Zu Amsterdam: Bey Jacob von Meurs, auf der Keysersgraft, in der Stadt Meurs, 1673.
- Ambassades mémorables de la Compagnie des Indes orientales des Provinces Unies, vers les empereurs du Japon. A Amsterdam, chés Jacob De Meurs, merchand libraire. M.DC.LXXX. [1680] (französische Ausgabe der Gedenkwaerdige Gesantschappen)